# Berenice in Siria
Berenice in Siria è un'opera in due atti di Michele Carafa, su libretto di Andrea Leone Tottola. La prima rappresentazione ebbe luogo al Teatro di San Carlo di Napoli nell'estate 1818.

## Trama
Antioco, re di Siria, vinto in battaglia da Tolomeo II, sposa come pegno di pace la figlia di costui, Berenice, ripudiando però la fiera Laodice. Questa dunque medita vendetta: convince Antioco a ritornare nelle sue grazie, e fa scacciare Berenice dalla reggia non appena giunge la nuova che Tolomeo II è morto. Poco dopo, la perfida donna fa avvelenare il consorte ed incolpa Berenice del delitto. La notizia del ripudio di Berenice intanto aveva eccitato l'ira del fratello di questa, Tolomeo III, succeduto al padre, che si organizza per recarsi a salvarla. La storia narra che Tolomeo giunse tardi, perché Laodice aveva già fatto assassinare Berenice; il librettista, alla moda dell'epoca, preferì, a scapito del vero storico, mutare il finale in uno lieto, in cui Tolomeo salva la sorella e la perfida Laodice viene punita.

## Struttura musicale
- Sinfonia

### Atto I
- N. 1 - Introduzione Oh lusinghiera speme (Togorma, Coro)
- N. 2 - Coro e Cavatina di Berenice Alla implacabile - No, miei cari; a tanti affanni (Berenice, Coro, Asfene)
- N. 3 - Duetto fra Evergete ed Oropaste Così di un'Evergete
- N. 4 - Settimino Oh nero tradimento! (Laodice, Togorma, Coro, Arsinoe, Oropaste, Evandro, Evergete, Berenice)
- N. 5 - Coro ed Aria di Laodice Se avverso il fato - A rendervi contenti (Laodice, Togorma, Arsinoe, Coro, Oropaste)
- N. 6 - Terzetto fra Berenice, Evergete e Laodice Perché mio cor... perché
- N. 7 - Finale I Voi, che il fren delle leggi tenete (Coro, Togorma, Oropaste, Berenice, Laodice, Evergete, Asfene, Arsinoe, Evandro, Cimbro)

### Atto II
- N. 8 - Duetto fra Evergete e Laodice Tiranna! mi offendi?
- N. 9 - Cavatina di Evergete Fra tante angosce, e palpiti
- N. 10 - Coro Ah! fra i lampi di un giusto rigore
- N. 11 - Duetto fra Berenice e Laodice Che sei madre a me rammenti?
- N. 12 - Coro Amica il verde ulivo (Oropaste, Coro, Evandro)
- N. 13 - Aria di Evergete Fulmina il brando mio (Evergete, Evandro, Oropaste, Coro, Togorma, Asfene)
- N. 14 - Aria Finale di Berenice Dolce calma (Berenice, Evergete, Asfenia, Oropaste, Evandro, Coro)